# Alimena
Alimena ist eine Stadt der Metropolitanstadt Palermo in der Region Sizilien in Italien mit 1793 Einwohnern (Stand 31. Dezember 2023).

## Lage und Daten
Alimena liegt 105 km südöstlich von Palermo in der südwestlichen Madonie. Die Einwohner arbeiten hauptsächlich in der Landwirtschaft.
Die Nachbargemeinden sind Blufi, Bompietro, Gangi, Petralia Soprana, Petralia Sottana, Resuttano (CL), Santa Caterina Villarmosa und Villarosa (EN).

## Geschichte
Der Ort wurde 1603 von Don Pietro Alimena gegründet. 1628 wurde der Ort wesentlich erweitert.

## Sehenswürdigkeiten
- Chiesa Sant´Alfonso
- Ausgrabungen, bei denen Reste aus archaischer Zeit zu Tage traten, u. a. korinthische Keramik.

## Bilder

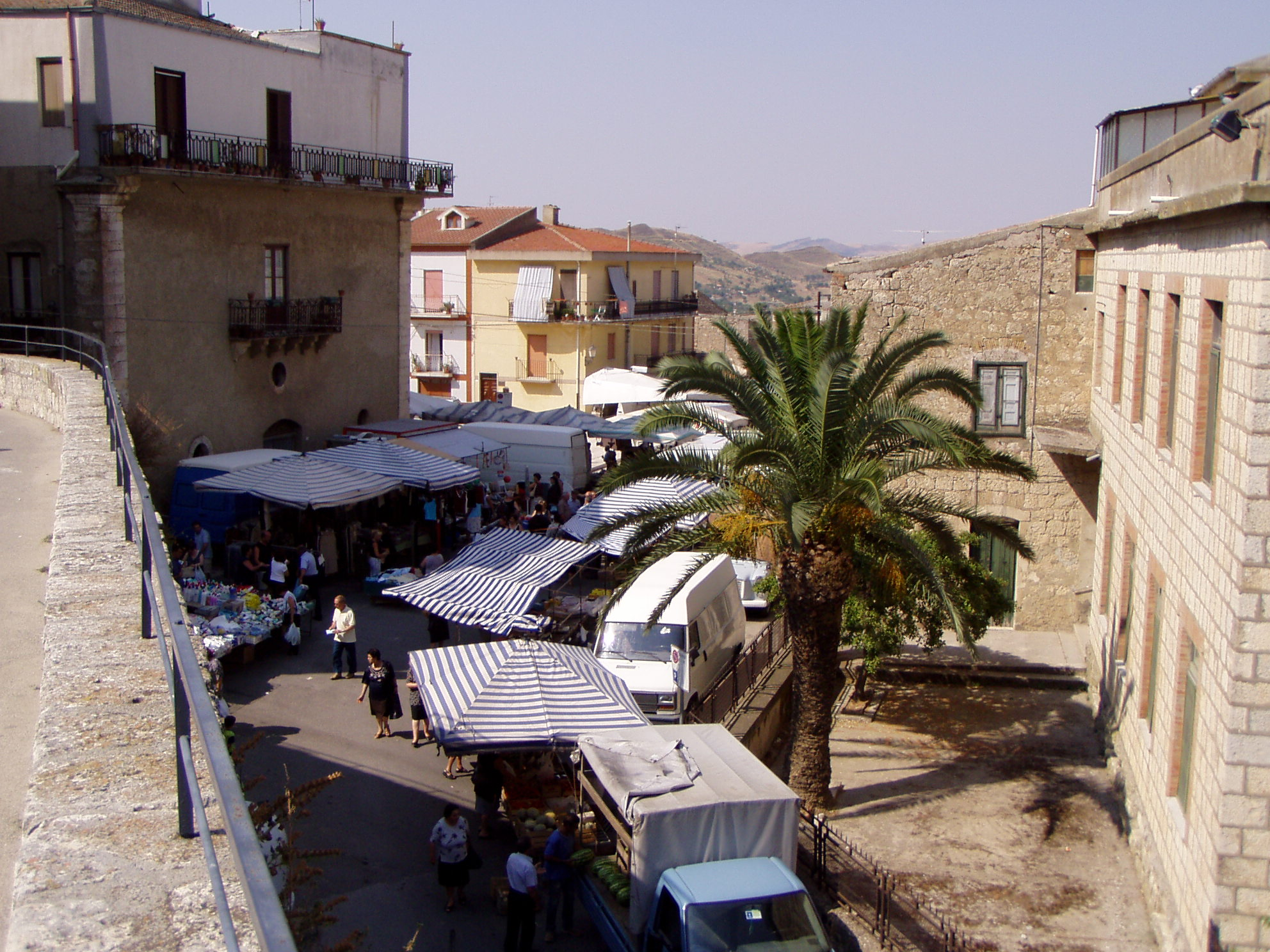
Markt von Alimena
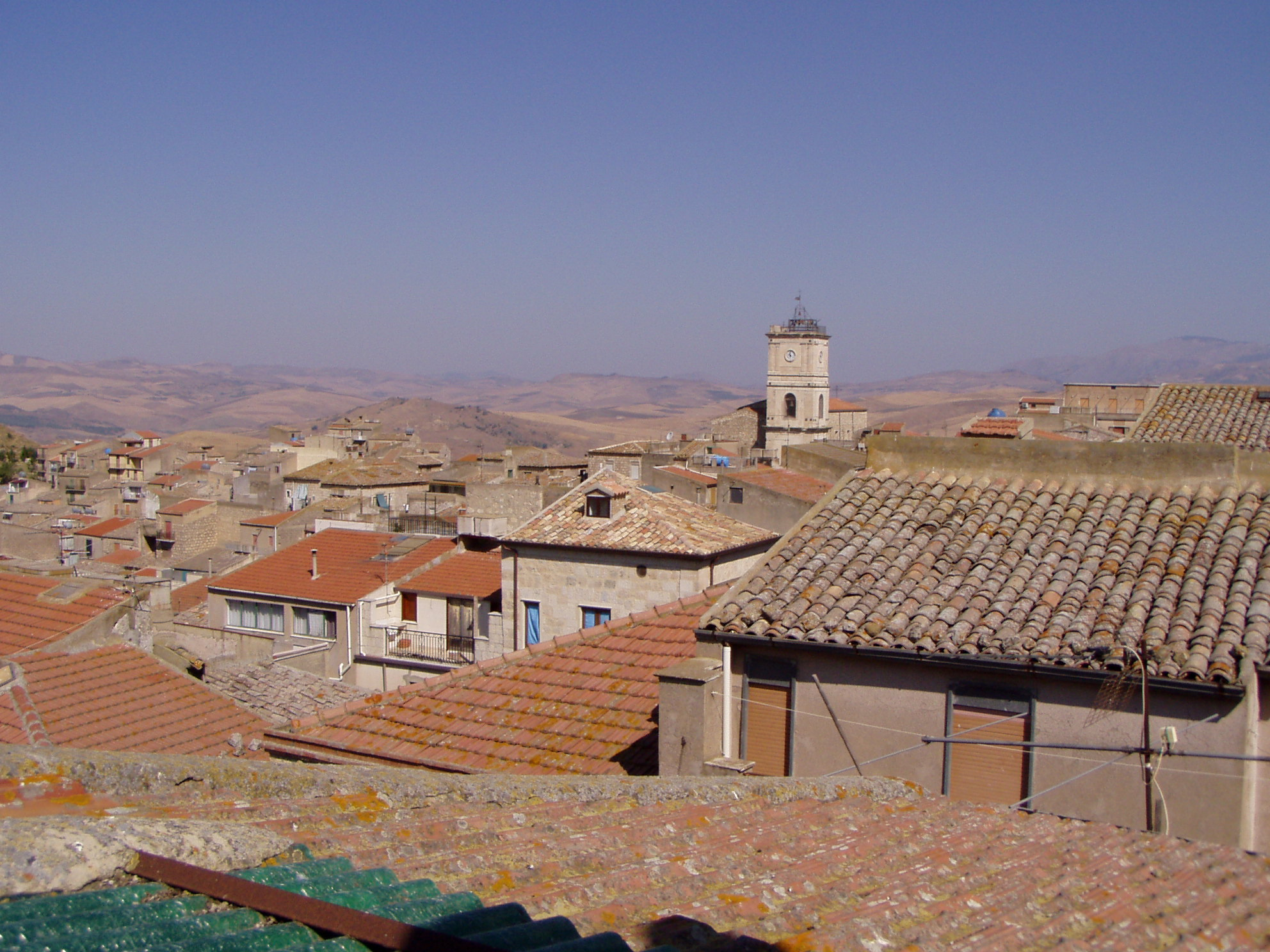
Alimena